# شاعرانگی
شاعرانگی (به انگلیسی: A Touch of the Poet) از واپسین نمایشنامه‌های یوجین اونیل است.

## به فارسی
حسن فاضل این نمایشنامه را با عنوان شاعرانگی به فارسی درآورده است.